# Столкновение над Сидзукуиси
Столкновение над Сидзукуиси — крупная авиационная катастрофа, произошедшая в пятницу 30 июля 1971 года. В небе над префектурой Иватэ в районе Сидзукуиси столкнулись авиалайнер Boeing 727-281 авиакомпании All Nippon Airways (ANA) (рейс JA58 Саппоро—Токио) и истребитель North American F-86F Воздушных сил самообороны Японии (отрабатывал визуальный полёт). В результате столкновения оба самолёта потеряли управление и рухнули на землю, пилот F-86F успел катапультироваться. В катастрофе погибли все 162 человека на борту Boeing 727.
Трагедия стала крупнейшей авиакатастрофой истории человечества до 13 октября 1972 года, когда в катастрофе Ил-62 под Москвой погибли 174 человека, превзойдя катастрофу DC-9 в Маракайбо в 1969 году (155 погибших). На 2022 год данная авиакатастрофа занимает третье место в истории Японии и второе в истории самолёта Boeing 727.

## Сведения о Boeing 727 (Рейс JA58)

### Самолёт
Boeing 727-281 с регистрационным номером JA8329 (заводской 20436, серийный 788) был выпущен компанией «Boeing» в 1971 году и свой первый полёт совершил 2 марта. Оснащён тремя турбореактивными двигателями Pratt & Whitney JT8D-9A, развивавшими тягу в 14 500 фунтов. 12 марта того же года был передан авиакомпании All Nippon Airways (ANA). На день катастрофы налетал 895 часов.

### Экипаж
Самолёт выполнял внутренний пассажирский рейс JA58 из Саппоро в Токио. Пилотировал его экипаж в составе:
- Командир воздушного судна (КВС) — 41-летний Сабуро Каваниши (англ. Saburo Kawanishi, яп. 川西三郎), японец. Опытный пилот, управлял самолётами Douglas DC-3, Convair CV-440 и Fokker F27. Налетал 8033 часа.
- Второй пилот — 27-летний Цудзи Кадзухико (англ. Tsuji Kazuhiko, яп. 辻和彦), японец. Опытный пилот, управлял самолётом YS-11. Налетал 2237 часов, 624 из них на Boeing 727.
- Бортинженер — 30-летний Дональд М. Карпентер (англ. Donald M. Karpenter), американец. Налетал 2489 часов, 206 из них на Boeing 727.

В салоне самолёта работали 4 стюардессы.

## Хронология событий

### Предшествующие обстоятельства
Всего на борту рейса 058 находились 155 пассажиров, 122 из них были из города Фудзи и возвращались после экскурсии по Хоккайдо. Также их сопровождали 3 экскурсовода. В 13:46 рейс 058 вылетел из Саппоро и после набора высоты занял эшелон 6700 метров. Далее экипаж связался с диспетчерским центром Саппоро и доложил, что рассчитывает пролететь Мацусиму в 14:11, а затем начал набор высоты до 8535 метров. Полёт при этом осуществлялся под контролем автопилота.
Тем временем в 13:28 с авиабазы Мацусима вылетели два учебных истребителя North American F-86F Воздушных сил самообороны Японии, которые отрабатывали визуальные полёты. Один из них (борт 92-7932, на день катастрофы налетал 2153 часа) пилотировал 22-летний стажёр Ёсими Итикава (англ. Yoshimi Ichikawa, яп. 市川良美), налетавший 266 часов, все на F-86F. Другой истребитель пилотировал инструктор — 31-летний капитан Тамоцу Кума (англ. Tamotsu Kuma, яп. 球磨保), налетавший 2476 часов, 728 из них на F-86F. Время тренировочного полёта по плану должно было составлять 1 час 10 минут, при этом высота и траектория полёта не уточнялись. Учебные полёты проводились над префектурой Акита в районе Йокоте. При этом воздушное пространство в 9 километрах от воздушного коридора J11L и на высоте от от 7600 до 9450 метров было закрыто для полётов, за исключением крайней необходимости.

### Столкновение
Примерно в 13:59 рейс 058, летевший курсом 190° на скорости 902 км/ч над префектурой Иватэ, занял высоту 8535 метров. Через 2 минуты истребители F-86F на скорости 824 км/ч начали выполнять правый разворот на 180° с набором высоты. Неожиданно инструктор увидел, что стажёр летит прямо на пассажирский авиалайнер, и приказал ему срочно поворачивать влево; такое же указание (выполнять левый разворот) было передано и экипажу рейса 058. Но спустя 2,5 секунды в 14:02 борт 92-7932 правой плоскостью крыла врезался в левый горизонтальный хвостовой стабилизатор рейса JA58. От удара у F-86F оторвалась правая плоскость крыла, он перешёл в крутое падение и рухнул на рисовое поле; пилот Итикава при этом успел катапультироваться и выжил. Потерявший управление рейс JA58 также перешёл в падение. Поняв, что вывести самолёт из пикирования не получится, КВС успел передать на землю сигнал бедствия. Лайнер понёсся к земле со всё увеличивающейся скоростью и на высоте около 4600 метров преодолел звуковой барьер (звуковая волна была слышна даже в Мориоке) и из-за колоссального аэродинамического сопротивления начал разрушаться. Обломки рейса JA58 рухнули на землю на окраине посёлка Сидзукуиси, все 162 человека на его борту погибли.